# Andrija Zmajević
Andrija Zmajević (în sârbă Андрија Змајевић; n. 16 iunie 1624, Perast, comuna Kotor, Muntenegru – d. 7 septembrie 1694, Perast, comuna Kotor, Muntenegru) a fost un poet baroc, teolog și arhiepiscop de Antivari⁠(d) (Bar).

## Biografie
Familia Zmajević este originară din satul Vrba, care se afla în regiunea tribului Njeguši; atunci când ultimii membri ai familiei nobiliare Crnojević⁠(d) au părăsit Principatul Zeta, Nikola Zmajević și verii săi, Ivaniš și Vučeta, s-au mutat în orașul Kotor la începutul secolului al XVI-lea. Acolo ei s-au convertit rapid de la credința creștin-ortodoxă⁠(d) la romano-catolicism prin căsătoria cu femei „latine”. Devenind importantă și destul de bogată, familia a dobândit proprietăți și a câștigat o reputație în zona orașului Kotor.
Andrija Zmajević s-a născut în orașul Perast din Golful Kotor⁠(d), care făcea parte atunci din Republica Venețiană, la sfârșitul lunii iulie 1628. Bunica sa, Anđuša, se mutase de la Kotor la Perast la începutul secolului al XVII-lea, după moartea soțului ei. După ce a absolvit cursurile școlii primare franciscane din orașul său natal, Andrija Zmajević și-a continuat studiile la Kotor și apoi, în anii 1650, la Colegiul pentru Propagarea Credinței de la Roma, unde a obținut un doctorat⁠(d) în filozofie și teologie. S-a întors la Perast în 1656 și a devenit parohul catolic al orașului și abatele Mănăstirii benedictine de pe insula Sveti Đorđe⁠(d).
În anul 1664 a fost numit în funcția de vicar apostolic al Diecezei de Budva⁠(d), pe care a îndeplinit-o inclusiv după 23 februarie 1671, atunci când papa Clement al X-lea l-a numit arhiepiscop titular de Bar⁠(d), deoarece acest oraș se afla sub stăpânire otomană. A fost consacrat episcop la 9 august 1671 de către Gerardus Galata⁠(d), arhiepiscopul de Durrës (Durazzo)⁠(d). L-a consacrat episcop, la rândul său, pe Martin Jelić⁠(d) (episcop de Sapë⁠(d)) în anul 1682. A susținut unitatea creștină a slavilor sudici și desfășurarea unor acțiuni militare împotriva otomanilor în cursul Războiului din Moreea⁠(d) (1684–1699). A murit la 7 septembrie 1694 în orașul Perast.

## Activitatea literară
El a adunat cântece populare epice și lirice și a transcris lucrările poeților din Dubrovnik, în special a lui Ivan Gundulić. Cea mai importantă lucrare teologică și istorică a sa este Ljetopis Crkovni („Cronică bisericească”), scrisă în 1675 și ilustrată de el și de conaționalul său, pictorul Tripo Kokolja⁠(d). Cu excepția poemului Od pakla, publicat la Veneția în 1727, toate lucrările sale au rămas în manuscris, iar unele dintre ele s-au pierdut. Cele mai importante scrieri ale sale sunt următoarele:
1. Ljetopis crkovni („Cronică bisericească”)
2. Svadja Lazarevih kćeri, Brankovice i Miloševice („Cearta fiicelor lui Lazăr, soția lui Branko și soția lui Miloš”)
3. Boj Peraški („Bătălia de la Perast”) – pierdută
4. Slovinskoj Dubravi („Dubrovnikului slav”), poem creat cu ocazia cutremurului devastator de la Dubrovnik din 1667
5. Tripu Škuri („Lui Tripo Škura”), scrisori trimise canonicului capitular din Kotor, Tripo Škura
6. Od pakla („Din iad”) – pierdută

Cronică bisericească (1675) a lui Zmajević a consemnat un număr mare de evenimente istorice laice.
Zmajević a scris atât în grafie chirilică, cât și în grafie latină, și a numit limba în care a scris „slavă” (slovinski). Decizia sa de a scrie cu alfabet chirilic a fost justificată prin folosirea acestei grafii în lumea „ilirică⁠(d)” și, îndeosebi, în toată lumea slavă.
Prelatul poet considera că toți slavii sudici formează același popor și, în conformitate cu obiectivele Congregației pentru Propagarea Credinței, spera ca sârbii ortodocși să se convertească la catolicism, prin acceptarea Unirii cu Roma. El l-a lăudat pe Sfântul Sava, pe care l-a prezentat în mod incorect ca fiind un credincios loial Romei.

## Memoria sa
Enciclopedia croată⁠(d) îl descrie ca „scriitor și arhiepiscop croat” și consemnează că puținele sale lucrări care au supraviețuit sunt păstrate în Arhiva Academiei Croate de Științe și Arte⁠(d) (HAZU).